# Tercera División Grupo 4
De Tercera División RFEF Grupo 4 is een van de regionale divisies van de Tercera División RFEF, de vijfde  voetbaldivisie van Spanje. Het is de eerste Baskische divisie en de Tercera División Grupo 3 bevindt zich in dat opzicht onder de Segunda División RFEF en boven de División de Honor Euskadi.

## Opzet
Er zijn 20 clubs die in een competitie tegen elkaar uitkomen. De kampioen promoveert automatisch en de nummers 2 t/m 5 spelen play-offs om één plaats in de Segunda División RFEF. De nummers 18, 19 en 20 dalen af naar de Preferente.
CD Anaitasuna ·
CD Ariznabarra ·
CD Aurrera Ondorroa ·
SD Balmaseda FC ·
CD Baskonia · 
SD Beasain ·
SD Deusto ·
SCD Durango ·
Gernika Club ·
CD Lagun Onak ·
Pasaia Kirol Elkartea ·
Real Sociedad C ·
CD San Ignacio ·
CD Santurtzi · 
Santutxu FC ·
Sestao RC ·
Sodupe UC ·
JD Somorrostro ·
Tolosa CF ·
Urduliz FT ·
Urgatzi KE ·
CD Vitoria